# Fatima Jinnah
Fatima Jinnah (* 30. Juli 1893 in Karatschi; † 8. Juli 1967 ebenda, Urdu: فاطمہ جناح) war die Schwester von Muhammad Ali Jinnah (Quaid-i-Azam), dem Gründervater Pakistans und eine der einflussreichsten Persönlichkeiten zur Zeit der Unabhängigkeitsbewegung in Britisch-Indien. Pakistaner nennen sie üblicherweise Khatoon-e-Pakistan (Urdu: Lady of Pakistan) und Madar-e-Millat („Mutter der Nation“).

## Leben
Jinnah wurde in Karatschi geboren. Sie studierte ab 1919 Zahnmedizin in Kalkutta. Ab 1923 hatte sie ihre eigene Praxis in Bombay. Sie war eine einflussreiche Person der Unabhängigkeitsbewegung und Hauptorganisatorin der All India Muslim Women Students Federation. Auch nach der Errichtung des Staates Pakistan und dem Tod ihres Bruders blieb sie politisch aktiv. 
1965 war sie Präsidentschaftskandidatin der Combined Opposition Party (COP). Sie galt als Favoritin, verlor aber – nach Ansicht vieler Historiker infolge einer Wahlfälschung. 
Jinnah war bis zu ihrem Tod im Jahr 1967 politisch aktiv. Es gibt Gerüchte, Muhammad Ayub Khan habe sie ermorden lassen.
| Personendaten    | Personendaten                                                                                              |
| ---------------- | --- |
| NAME             | Jinnah, Fatima                                                                                             |
| ALTERNATIVNAMEN  | Khatoon-e-Pakistan; Madar-e-Millat                                                                         |
| KURZBESCHREIBUNG | pakistanische Politikerin und Schwester von Mohammed Ali Jinnah (Quaid-i-Azam), dem Gründervater Pakistans |
| GEBURTSDATUM     | 30. Juli 1893                                                                                              |
| GEBURTSORT       | Karatschi                                                                                                  |
| STERBEDATUM      | 8. Juli 1967                                                                                               |
| STERBEORT        | Karatschi                                                                                                  |